# Ommatocarcinus pulcher
Ommatocarcinus pulcher is een krabbensoort uit de familie van de Goneplacidae. De wetenschappelijke naam van de soort is voor het eerst geldig gepubliceerd in 1950 door Barnard.